# Liriodendrina
La liriodendrina es un lignano antiarrítmico aislado de algunas especies del género Pittosporum.